# Вторая балка
Вторая — балка в России, протекает в Краснодарском крае. Устье реки находится в 13 км по левому берегу Дунайки. Длина — 18 км, площадь водосборного бассейна — 56 км².
Имеет левый приток — балку Чиненова.

## Данные водного реестра
По данным государственного водного реестра России относится к Кубанскому бассейновому округу, водохозяйственный участок реки — Белая. Речной бассейн реки — Кубань.
Код объекта в государственном водном реестре — 06020001112108100005011.